# Tyrkiet i Eurovision Song Contest
Tyrkiet deltog først i Eurovision Song Contest i 1975, hvor Semiha Yankı sang "Seninle Bir Dakika", og har siden 1980 deltaget i Eurovision Song Contest hvert år, men fik ikke megen succes før 1990'erne.
I 1997 blev Tyrkiet nr. 3 med sangen Dinle (Hør). 
I 2003 vandt Tyrkiet med sangen "Every Way I Can" som blev sunget af Sertab Erener.

## Repræsentant
Nøgle
     Vinder
     Andenplads
     Tredjeplads
     Sidsteplads
     Deltager valgt, men konkurrerede ikke
| År                           | Artist                                      | Sprog            | Titel                    | Oversættelse                    | Finalen           | Point             | Semi              | Point             |
| ---------------------------- | ------------------------------------------- | ---------------- | ------------------------ | ------------------------------- | ----------------- | ----------------- | ----------------- | ----------------- |
| 1975                         | Semiha Yankı                                | Tyrkisk          | Seninle Bir Dakika       | Det eneste øjeblik              | 19                | 3                 | Ingen semifinaler | Ingen semifinaler |
| Deltog ikke i 1976 og 1977   |                                             |                  |                          |                                 |                   |                   |                   |                   |
| 1978                         | Nilüfer and Nazar                           | Tyrkisk          | Sevince                  | Glæde                           | 18                | 2                 | Ingen semifinaler | Ingen semifinaler |
| Deltog ikke i 1979           |                                             |                  |                          |                                 |                   |                   |                   |                   |
| 1980                         | Ajda Pekkan                                 | Tyrkisk          | Petrol                   | Olie                            | 15                | 23                | Ingen semifinaler | Ingen semifinaler |
| 1981                         | Ayşegül Aldinç og Modern Folk Trio          | Tyrkisk          | Dönme Dolap              | Pariserhjul                     | 18                | 9                 | Ingen semifinaler | Ingen semifinaler |
| 1982                         | Neco                                        | Tyrkisk          | Hani?                    | Ved du?                         | 15                | 20                | Ingen semifinaler | Ingen semifinaler |
| 1983                         | Çetin Alp & The Short Waves                 | Tyrkisk          | Opera                    | -                               | 19                | 0                 | Ingen semifinaler | Ingen semifinaler |
| 1984                         | Beş Yıl Önce - On Yıl Sonra                 | Tyrkisk          | Halay                    | -                               | 12                | 37                | Ingen semifinaler | Ingen semifinaler |
| 1985                         | MFÖ                                         | Tyrkisk          | Didai Didai Dai          | -                               | 14                | 36                | Ingen semifinaler | Ingen semifinaler |
| 1986                         | Klips ve Onlar                              | Tyrkisk          | Halley                   | -                               | 9                 | 53                | Ingen semifinaler | Ingen semifinaler |
| 1987                         | Seyyal Taner og Lokomotif                   | Tyrkisk          | Şarkım Sevgi Üstüne      | En sang om kærlighed            | 22                | 0                 | Ingen semifinaler | Ingen semifinaler |
| 1988                         | MFÖ                                         | Tyrkisk          | Sufi                     | Mystiker                        | 15                | 37                | Ingen semifinaler | Ingen semifinaler |
| 1989                         | Pan                                         | Tyrkisk          | Bana Bana                | Mig mig                         | 21                | 5                 | Ingen semifinaler | Ingen semifinaler |
| 1990                         | Kayahan Açar                                | Tyrkisk          | Gözlerinin Hapsindeyim   | Jeg er fanget i øjet            | 17                | 21                | Ingen semifinaler | Ingen semifinaler |
| 1991                         | İzel Çeliköz, Reyhan Karaca og Can Uğurluer | Tyrkisk          | İki dakika               | To minutter                     | 12                | 44                | Ingen semifinaler | Ingen semifinaler |
| 1992                         | Aylin Vatankoş                              | Tyrkisk          | Yaz Bitti                | Sommeren er forbi               | 19                | 17                | Ingen semifinaler | Ingen semifinaler |
| 1993                         | Burak Aydos                                 | Tyrkisk          | Esmer Yarim              | Halv brunette                   | 21                | 10                | Ingen semifinaler | Ingen semifinaler |
| Deltog ikke i 1994           |                                             |                  |                          |                                 |                   |                   |                   |                   |
| 1995                         | Arzu Ece                                    | Tyrkisk          | Sev!                     | Elsker det!                     | 16                | 21                | Ingen semifinaler | Ingen semifinaler |
| 1996                         | Şebnem Paker                                | Tyrkisk          | Beşinci Mevsim           | Den femte årstid                | 12                | 57                | 7                 | 69                |
| 1997                         | Şebnem Paker                                | Tyrkisk          | Dinle                    | Lyt                             | 3                 | 121               | Ingen semifinaler | Ingen semifinaler |
| 1998                         | Tüzmen                                      | Tyrkisk          | Unutamazsın              | Du kan ikke glemme              | 14                | 25                | Ingen semifinaler | Ingen semifinaler |
| 1999                         | Tuğba Önal                                  | Tyrkisk          | Dön Artık                | Tilbage nu                      | 16                | 21                | Ingen semifinaler | Ingen semifinaler |
| 2000                         | Pınar Ayhan                                 | Tyrkisk, engelsk | Yorgunum Anla            | Forstå nu at jeg er træt        | 10                | 59                | Ingen semifinaler | Ingen semifinaler |
| 2001                         | Sedat Yüce                                  | Tyrkisk, engelsk | Sevgiliye Son            | Sidste kærlighed                | 11                | 41                | Ingen semifinaler | Ingen semifinaler |
| 2002                         | Buket Bengisu                               | Tyrkisk, engelsk | Leylaklar Soldu Kalbinde | Syrener Har Falmet i dit Hjerte | 16                | 29                | Ingen semifinaler | Ingen semifinaler |
| 2003                         | Sertab Erener                               | Engelsk          | Everyway That I Can      | På alle måder, jeg kan          | 1                 | 167               | Ingen semifinaler | Ingen semifinaler |
| 2004                         | Athena                                      | Engelsk          | For Real                 | Virkeligt                       | 4                 | 195               | Værtsland         | Værtsland         |
| 2005                         | Gülseren                                    | Tyrkisk          | Rimi Rimi Ley            | -                               | 13                | 92                | Top 12 sidste år  | Top 12 sidste år  |
| 2006                         | Sibel Tüzün                                 | Tyrkisk, engelsk | Süper Star               | Superstjerne                    | 11                | 91                | 8                 | 91                |
| 2007                         | Kenan Doğulu                                | Engelsk          | Shake It Up Şekerim      | Ryst den, skatter               | 4                 | 163               | 3                 | 197               |
| 2008                         | Mor ve Ötesi                                | Tyrkisk          | Deli                     | Skør                            | 7                 | 137               | 7                 | 85                |
| 2009                         | Hadise                                      | Engelsk          | Düm Tek Tek              | -                               | 4                 | 177               | 2                 | 172               |
| 2010                         | maNga                                       | Engelsk          | We could be the same     | Vi kunne være de samme          | 2                 | 170               | 1                 | 118               |
| 2011                         | Yüksek Sadakat                              | Engelsk          | Live It Up               | Lev det                         | Ikke kvalificeret | Ikke kvalificeret | 13                | 47                |
| 2012                         | Can Bonomo                                  | Engelsk          | Love Me Back             | Elsk mig tilbage                | 7                 | 112               | 5                 | 80                |
| Har ikke deltaget siden 2012 |                                             |                  |                          |                                 |                   |                   |                   |                   |

## Pointstatistik (1975-2012)

### Flest point til og fra - top 5
NB: Kun point givet i finalerne er talt med.
| Tyrkiet har givet point til | Tyrkiet har givet point til | Tyrkiet har givet point til |
| Placering                   | Land                        | Point                       |
| --------------------------- | --------------------------- | --------------------------- |
| 1                           | Bosnien-Hercegovina         | 129                         |
| 2                           | Storbritannien              | 126                         |
| 3                           | Irland                      | 119                         |
| 4                           | Spanien                     | 118                         |
| 5                           | Tyskland                    | 86                          |

| Tyrkiet har modtaget point fra | Tyrkiet har modtaget point fra | Tyrkiet har modtaget point fra |
| Placering                      | Land                           | Point                          |
| ------------------------------ | ------------------------------ | ------------------------------ |
| 1                              | Tyskland                       | 170                            |
| 2                              | Frankrig                       | 151                            |
| 3                              | Holland                        | 132                            |
| 4                              | Belgien                        | 108                            |
| 5                              | Schweiz                        | 104                            |

### 12 point til og fra
NB: Kun 12 point givet i finalerne er talt med.
| Tyrkiet har modtaget 12 point fra | Tyrkiet har modtaget 12 point fra                                        | Tyrkiet har modtaget 12 point fra |
| År                                | Jury                                                                     | Televoting                        |
| --------------------------------- | ------------------------------------------------------------------------ | --------------------------------- |
| 1980                              | Marokko                                                                  | Ingen separat televoting          |
| 1985                              | Schweiz                                                                  | Ingen separat televoting          |
| 1986                              | Jugoslavien                                                              | Ingen separat televoting          |
| 1997                              | Bosnien-Hercegovina, Spanien, Tyskland                                   | Ingen separat televoting          |
| 1998                              | Tyskland                                                                 | Ingen separat televoting          |
| 1999                              | Tyskland                                                                 | Ingen separat televoting          |
| 2000                              | Frankrig, Holland                                                        | Ingen separat televoting          |
| 2003                              | Belgien, Bosnien-Hercegovina, Holland, Østrig                            | Ingen separat televoting          |
| 2004                              | Belgien, Frankrig, Holland, Tyskland                                     | Ingen separat televoting          |
| 2005                              | Frankrig, Holland                                                        | Ingen separat televoting          |
| 2006                              | Frankrig, Holland, Tyskland                                              | Ingen separat televoting          |
| 2007                              | Belgien, Frankrig, Holland, Storbritannien, Tyskland                     | Ingen separat televoting          |
| 2008                              | Aserbajdsjan                                                             | Ingen separat televoting          |
| 2009                              | Aserbajdsjan, Belgien, Frankrig, Nordmakedonien, Schweiz, Storbritannien | Ingen separat televoting          |
| 2010                              | Aserbajdsjan, Frankrig, Kroatien                                         | Ingen separat televoting          |
| 2012                              | Aserbajdsjan                                                             | Ingen separat televoting          |

| Tyrkiet har givet 12 point til | Tyrkiet har givet 12 point til | Tyrkiet har givet 12 point til |
| År                             | Jury                           | Televoting                     |
| ------------------------------ | ------------------------------ | ------------------------------ |
| 1975                           | Portugal                       | Ingen separat televoting       |
| 1978                           | Israel                         | Ingen separat televoting       |
| 1980                           | Holland                        | Ingen separat televoting       |
| 1981                           | Tyskland                       | Ingen separat televoting       |
| 1982                           | Tyskland                       | Ingen separat televoting       |
| 1983                           | Jugoslavien                    | Ingen separat televoting       |
| 1984                           | Spanien                        | Ingen separat televoting       |
| 1985                           | Spanien                        | Ingen separat televoting       |
| 1986                           | Belgien                        | Ingen separat televoting       |
| 1987                           | Jugoslavien                    | Ingen separat televoting       |
| 1988                           | Storbritannien                 | Ingen separat televoting       |
| 1989                           | Jugoslavien                    | Ingen separat televoting       |
| 1990                           | Jugoslavien                    | Ingen separat televoting       |
| 1991                           | Israel                         | Ingen separat televoting       |
| 1992                           | Irland                         | Ingen separat televoting       |
| 1993                           | Bosnien-Hercegovina            | Ingen separat televoting       |
| 1995                           | Norge                          | Ingen separat televoting       |
| 1996                           | Irland                         | Ingen separat televoting       |
| 1997                           | Malta                          | Ingen separat televoting       |
| 1998                           | Storbritannien                 | Ingen separat televoting       |
| 1999                           | Tyskland                       | Ingen separat televoting       |
| 2000                           | Sverige                        | Ingen separat televoting       |
| 2001                           | Estland                        | Ingen separat televoting       |
| 2002                           | Østrig                         | Ingen separat televoting       |
| 2003                           | Bosnien-Hercegovina            | Ingen separat televoting       |
| 2004                           | Ukraine                        | Ingen separat televoting       |
| 2005                           | Grækenland                     | Ingen separat televoting       |
| 2006                           | Bosnien-Hercegovina            | Ingen separat televoting       |
| 2007                           | Armenien                       | Ingen separat televoting       |
| 2008                           | Aserbajdsjan                   | Ingen separat televoting       |
| 2009                           | Aserbajdsjan                   | Ingen separat televoting       |
| 2010                           | Aserbajdsjan                   | Ingen separat televoting       |
| 2011                           | Aserbajdsjan                   | Ingen separat televoting       |
| 2012                           | Aserbajdsjan                   | Ingen separat televoting       |

### Flest point til og fra - alle lande
NB: Kun point givet i finalerne er talt med.
| Tyrkiet har givet point til | Tyrkiet har givet point til | Tyrkiet har givet point til |
| Placering                   | Land                        | Point                       |
| --------------------------- | --------------------------- | --------------------------- |
| 1                           | Bosnien-Hercegovina         | 129                         |
| 2                           | Storbritannien              | 126                         |
| 3                           | Irland                      | 119                         |
| 4                           | Spanien                     | 118                         |
| 5                           | Tyskland                    | 86                          |
| 6                           | Sverige                     | 84                          |
| 7                           | Jugoslavien                 | 80                          |
| 8                           | Malta                       | 78                          |
| 9                           | Holland                     | 76                          |
| =                           | Italien                     | 76                          |
| 11                          | Østrig                      | 71                          |
| 12                          | Grækenland                  | 65                          |
| 13                          | Belgien                     | 63                          |
| 14                          | Aserbajdsjan                | 60                          |
| =                           | Schweiz                     | 60                          |
| 16                          | Norge                       | 51                          |
| 17                          | Israel                      | 50                          |
| =                           | Kroatien                    | 50                          |
| 19                          | Portugal                    | 47                          |
| 20                          | Armenien                    | 44                          |
| 21                          | Rusland                     | 43                          |
| 22                          | Ukraine                     | 39                          |
| 23                          | Frankrig                    | 38                          |
| 24                          | Finland                     | 33                          |
| =                           | Rumænien                    | 33                          |
| 26                          | Albanien                    | 31                          |
| 27                          | Luxembourg                  | 26                          |
| 28                          | Danmark                     | 25                          |
| 29                          | Nordmakedonien              | 24                          |
| 30                          | Island                      | 23                          |
| 31                          | Estland                     | 22                          |
| =                           | Georgien                    | 22                          |
| =                           | Moldova                     | 22                          |
| 34                          | Slovenien                   | 15                          |
| 35                          | Ungarn                      | 10                          |
| 36                          | Serbien og Montenegro       | 8                           |
| 37                          | Polen                       | 7                           |
| 38                          | Bulgarien                   | 6                           |
| =                           | Letland                     | 6                           |
| 40                          | Monaco                      | 5                           |
| 41                          | Cypern                      | 1                           |
| 42                          | Andorra                     | 0                           |
| =                           | Australien                  | 0                           |
| =                           | Hviderusland                | 0                           |
| =                           | Litauen                     | 0                           |
| =                           | Marokko                     | 0                           |
| =                           | Montenegro                  | 0                           |
| =                           | San Marino                  | 0                           |
| =                           | Serbien                     | 0                           |
| =                           | Slovakiet                   | 0                           |
| =                           | Tjekkiet                    | 0                           |

| Tyrkiet har modtaget point fra | Tyrkiet har modtaget point fra | Tyrkiet har modtaget point fra |
| Placering                      | Land                           | Point                          |
| ------------------------------ | ------------------------------ | ------------------------------ |
| 1                              | Tyskland                       | 170                            |
| 2                              | Frankrig                       | 151                            |
| 3                              | Holland                        | 132                            |
| 4                              | Belgien                        | 108                            |
| 5                              | Schweiz                        | 104                            |
| 6                              | Bosnien-Hercegovina            | 95                             |
| 7                              | Storbritannien                 | 94                             |
| 8                              | Nordmakedonien                 | 79                             |
| 9                              | Albanien                       | 71                             |
| 10                             | Rumænien                       | 70                             |
| 11                             | Malta                          | 63                             |
| 12                             | Østrig                         | 60                             |
| 13                             | Danmark                        | 58                             |
| 14                             | Sverige                        | 54                             |
| 15                             | Spanien                        | 53                             |
| 16                             | Norge                          | 50                             |
| 17                             | Aserbajdsjan                   | 48                             |
| =                              | Kroatien                       | 48                             |
| 19                             | Bulgarien                      | 46                             |
| 20                             | Jugoslavien                    | 42                             |
| 21                             | Finland                        | 41                             |
| 22                             | Grækenland                     | 36                             |
| 23                             | Israel                         | 33                             |
| 24                             | Italien                        | 23                             |
| 25                             | Island                         | 21                             |
| =                              | Ukraine                        | 21                             |
| 27                             | Georgien                       | 20                             |
| =                              | Ungarn                         | 20                             |
| 29                             | Luxembourg                     | 19                             |
| 30                             | Irland                         | 16                             |
| =                              | Portugal                       | 16                             |
| =                              | Rusland                        | 16                             |
| 33                             | Slovenien                      | 15                             |
| 34                             | Cypern                         | 12                             |
| =                              | Estland                        | 12                             |
| =                              | Marokko                        | 12                             |
| 37                             | Monaco                         | 11                             |
| 38                             | Polen                          | 10                             |
| 39                             | Hviderusland                   | 9                              |
| =                              | San Marino                     | 9                              |
| 41                             | Litauen                        | 8                              |
| 42                             | Armenien                       | 4                              |
| =                              | Montenegro                     | 4                              |
| 44                             | Andorra                        | 3                              |
| =                              | Serbien                        | 3                              |
| 46                             | Letland                        | 2                              |
| =                              | Serbien og Montenegro          | 2                              |
| 48                             | Moldova                        | 1                              |
| =                              | Tjekkiet                       | 1                              |
| 50                             | Australien                     | 0                              |
| =                              | Slovakiet                      | 0                              |

## Vært
| År   | By       | Scene               | Værter                      |
| ---- | -------- | ------------------- | --------------------------- |
| 2004 | Istanbul | Abdi Ipekci Stadium | Meltem Cumbul & Korhan Abay |

## Kommentatorer og jurytalsmænd
| År      | Kommentator                    | Jurytalsmand        |
| ------- | ------------------------------ | ------------------- |
| 1973    | Bülend Özveren                 | Deltog ikke         |
| 1974    | Bülend Özveren                 | Deltog ikke         |
| 1975    | Bülend Özveren                 | Bülent Osma         |
| 1976    | Bülend Özveren                 | Deltog ikke         |
| 1977    | Bülend Özveren                 | Deltog ikke         |
| 1978    | Bülend Özveren                 | Meral Savcı         |
| 1979    | Bülend Özveren                 | Deltog ikke         |
| 1980    | Bülend Özveren                 | Başak Doğru         |
| 1981    | Bülend Özveren                 | Başak Doğru         |
| 1982    | Ümit Tunçağ                    | Başak Doğru         |
| 1983    | Başak Doğru                    | Fatih Orbay         |
| 1984    | Başak Doğru                    | Fatih Orbay         |
| 1985    | Başak Doğru                    | Fatih Orbay         |
| 1986    | Gülgün Feyman                  | Ümit Tunçağ         |
| 1987    | Gülgün Feyman                  | Canan Kumbasar      |
| 1988    | Bülend Özveren                 | Canan Kumbasar      |
| 1989    | Bülend Özveren                 | Canan Kumbasar      |
| 1990    | Başak Doğru                    | Korhan Abay         |
| 1991    | Başak Doğru                    | Canan Kumbasar      |
| 1992    | Bülend Özveren                 | Korhan Abay         |
| 1993    | Bülend Özveren                 | Ömer Önder          |
| 1994    | Bülend Özveren                 | Deltog ikke         |
| 1995    | Bülend Özveren                 | Ömer Önder          |
| 1996    | Bülend Özveren                 | Ömer Önder          |
| 1997    | Bülend Özveren                 | Ömer Önder          |
| 1998    | Ömer Önder                     | Osman Erkan         |
| 1999    | Gülşah Banda                   | Osman Erkan         |
| 2000    | Ömer Önder                     | Osman Erkan         |
| 2001    | Ömer Önder                     | Meltem Ersan Yazgan |
| 2002    | Bülend Özveren                 | Meltem Ersan Yazgan |
| 2003    | Bülend Özveren                 | Meltem Ersan Yazgan |
| 2004    | Didem Tolunay & Bülend Özveren | Meltem Ersan Yazgan |
| 2005    | Bülend Özveren                 | Meltem Ersan Yazgan |
| 2006    | Bülend Özveren                 | Meltem Ersan Yazgan |
| 2007    | Hakan Urgancı                  | Meltem Ersan Yazgan |
| 2008    | Bülend Özveren                 | Meltem Ersan Yazgan |
| 2009    | Bülend Özveren                 | Meltem Ersan Yazgan |
| 2010    | Bülend Özveren                 | Meltem Ersan Yazgan |
| 2011    | Bülend Özveren & Erhan Konuk   | Ömer Önder          |
| 2012    | Bülend Özveren & Erhan Konuk   | Ömer Önder          |
| 2013-Nu | Ingen udsendelse               | Deltog ikke         |

## Galleri
- Kenan Doğulu i Helsinki (2007)
- Mor ve Ötesi i Beograd (2008)